# 山口不二夫
山口 不二夫（やまぐち ふじお、1957年 - ）は、日本の会計学者、明治大学大学院グローバル・ビジネス研究科教授。無形資産など貨幣的評価が難しい対象の会計上の扱いや、非営利組織の会計などを専門としている。

## 経歴
1982年、東京大学経済学部経営学科卒業後、同大学院に進み、1987年3月に大学院経済学研究科第二種博士課程を単位取得退学した後、同年12月に「日本郵船会計史の研究」で経済学博士の学位を取得した。1987年に神奈川大学経済学部専任講師となり、1989年に助教授に昇任、1992年に青山学院大学国際政治経済学部助教授に転じ、1999年に教授へ昇任した。2001年に青山学院大学専門大学院国際マネジメント研究科教授となり、2004年に明治大学大学院グローバル・ビジネス研究科教授に転じた。
2001年には、『日本郵船会計史』により、日本会計史学会賞を受賞した。
1997年から2001年まで、国土庁不動産鑑定士試験第二次試験委員を務めた。
山口孝とともに、山口経営分析研究所を設けている。

## おもな業績

### 単著
- 日本郵船会計史：個別企業会計史の研究 財務会計篇、白桃書房、1998年
- 日本郵船会計史：個別企業会計史の研究 豫算・原価計算篇、白桃書房、2000年

### 共著
- （落合稔ほかとの共著）中小企業新会計制度、東京教育情報センター、2003年
- （野中郁江、梅田守彦との共著）私立大学の財政分析ができる本、大月書店、2001年
- （山口孝、山口由二との共著）企業分析 : 事例による資料の見方から評価・解釈まで、白桃書房、1996年
  - 2001年に増補版が出版されている。

### 論文
- CiNii>山口 不二夫

## 関連人物
- 山口孝[6]
- 落合稔[7]